# Gerhard Breitenberger
Gerhard Breitenberger est un footballeur autrichien né le 14 octobre 1954 à Golling an der Salzach.
Son fils Gerhard Breitenberger a joué pour des clubs comme SK Austria Kärnten ou SC Austria Lustenau

## Carrière
- 1974-1978 : SK VÖEST Linz  Autriche
- 1978 : KRC Malines  Belgique
- 1978-1985 : SV Austria Salzbourg  Autriche

## Sélections
- 15 sélections et 0 but avec l'Autriche de 1976 à 1978.